# 独孤盛 (隋朝)
独孤盛（6世纪?—618年），隋朝将领，独孤楷的弟弟，兄弟本姓李，随主君独孤信姓独孤。
618年三月十一，宇文智及与司马德戡、裴虔通计划谋杀隋炀帝，裴虔通用司马德戡的部下替换各门的卫兵。裴虔通驱赶殿内宿卫出宫门，右屯卫将军独孤盛问裴虔通，军队为什么这样调动。裴虔通回答：“形势已如此，不关将军的事，将军不要轻举妄动！”独孤盛大骂：“老贼，你说的什么话！”来不及披铠甲，与身边十几个人一起和裴虔通的属下交战，独孤盛最终不敌，被乱兵杀死。

## 延伸阅读
[在维基数据编辑]
 《隋書·卷71》，出自魏徵《隋书》